# Торговля с южными варварами

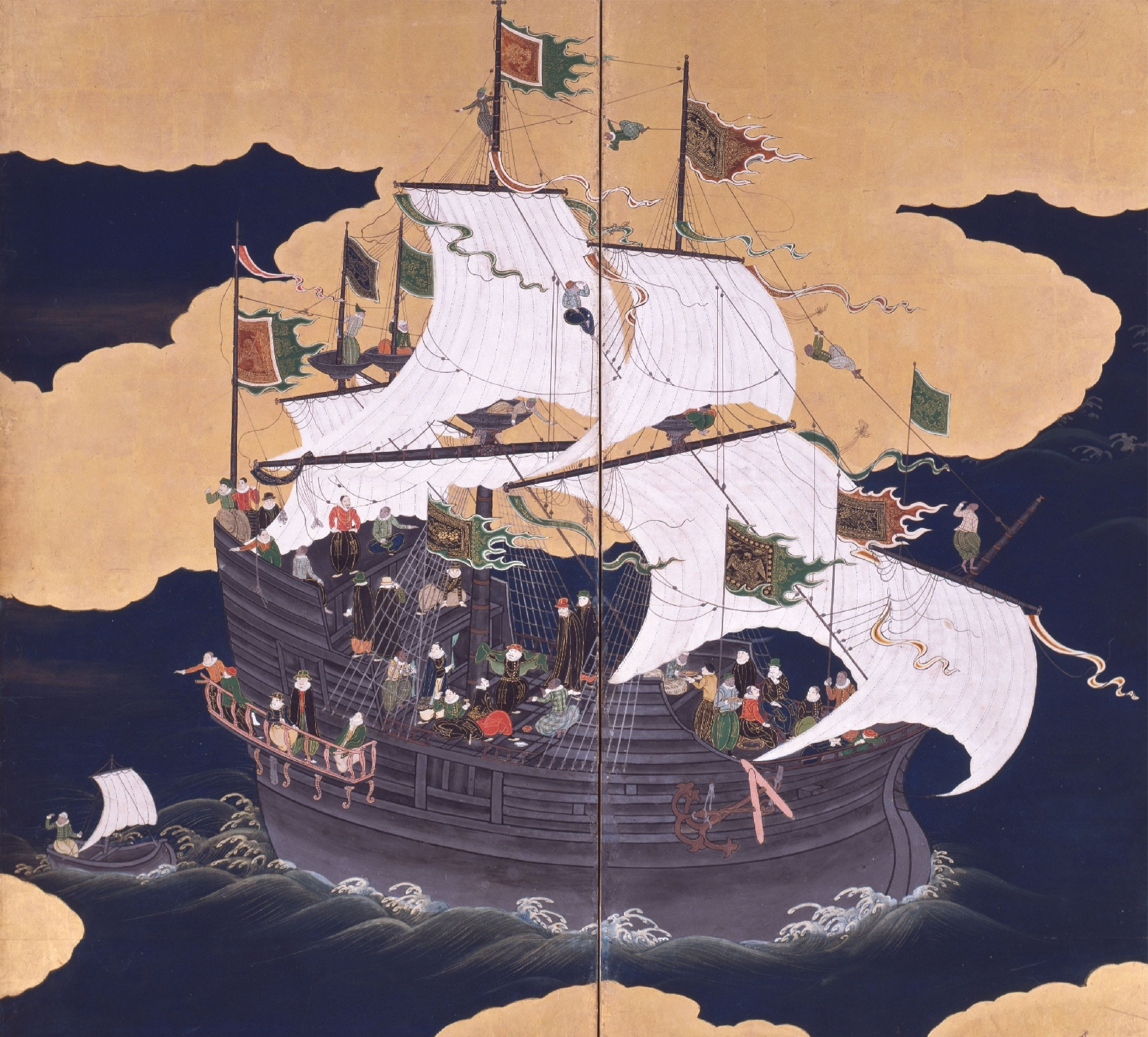
Португальская каракка в Нагасаки (XVII век, школа Кано)

Торговля с южными варварами (яп. 南蛮貿易 намбан бо:эки) — торговля, которая осуществлялась в течение второй половины XVI — начала XVII века между Японией с одной стороны и Португалией и Испанией с другой. Название происходит от китайского термина наньмань — «южные варвары», которым японцы обозначали португальцев и испанцев, которые прибывали к Японскому архипелагу из колоний и факторий в Юго-Восточной Азии.
Торговля с южными варварами принесла в Японию множество изобретений и товаров; высоко было влияние этого обмена и на кухню страны.

## Краткие сведения

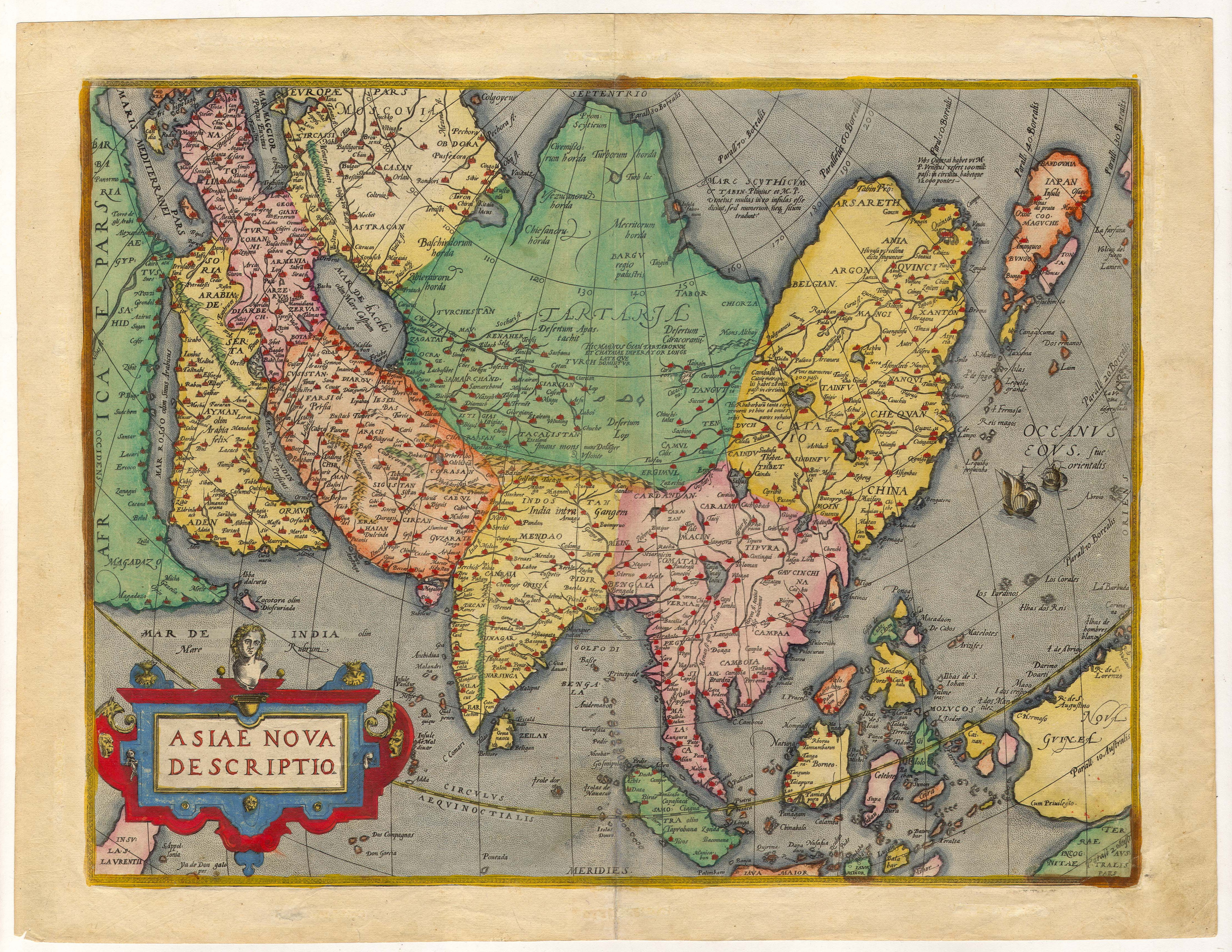
Япония на «Карте Новой Азии», составленной венецианским географом Джакомо Гастальди, 1574 г.

В конце XV — середине XVI века Португалия и Испания вступили в эпоху великих географических открытий. Обе страны начали гонку за получение торговой монополии в Тихоокеанском регионе. Португальцы основали свою факторию в индийском городе Гоа, а испанцы — на западном побережье Мексики.
Первыми европейцами, которые добрались до Японии, были португальцы. В 1543 году их лодку занесло бурей на остров Танэгасима провинции Сацума, на юге Японского архипелага. Поскольку европейцы прибыли с юга, за ними закрепилось название «южные варвары». Они познакомили островитян с огнестрельным оружием, обменивая его на серебро и товары.
В 1557 году португальцы основали торговую факторию на юге Китая, на острове Макао. Они сразу же включились в контрабандную торговлю местных пиратов с южноазиатскими странами, которая процветала в регионе ещё с XV века. Изначально португальские купцы не были заинтересованы в торговле с японцами из-за отсутствия в тогдашней Японии спроса на европейские товары, однако благодаря иезуитам, которые стремились проповедовать в Японии, были налажены первые японско-европейские торговые контакты. Португальцы быстро монополизировали посредническую торговлю между Японией и Китаем, поэтому японские властители стали покровительствовать христианству, поощряя европейских купцов чаще прибывать с китайским товаром к их землям. Так, в 1580 году даймё Омура Сумитада подарил Обществу Иисуса порт Нагасаки, который за несколько лет превратился в центр торговли португальцев со всей Японией.
Торговля между Японией и Португалией осуществлялась капитаном-майором, титулованным представителем португальской знати, резиденция которого находилась в Гоа. С разрешения Португальской короны он контролировал все заморские владения португальцев и имел право собирать с них доходы в свою пользу. Ежегодно корабли капитана-майора, принадлежавшие к крупным парусным судам класса каракка, водоизмещением 500—1000 т, посещали Японию. Их путешествие спонсировали купцы из Макао. Португальцы ежегодно выходили из Гоа, проходили через Малакку, заходили в Макао и, загрузив оливковое масло, вино, пряности, лекарства, шёлковые нити и парчу, отправлялись в Японию. Они прибывали в Нагасаки в июне-июле и возвращались в Макао поздней осенью. Португальцы сбывали практически все свои товары, обменивая их только на серебро. Каждый год они вывозили из Японии сумму, которая равнялась 500—600 тыс. дукатов. Особенно выгодным делом была продажа китайских шёлковых нитей, однако доходы с неё сократились в начале XVII века после введения японским центральным правительством контроля над импортом и ценами.
В 1571 году испанцы захватили Филиппины, основали город Манилу и также вступили в торговые сношения с Японией. Однако ожесточённой конкуренции между португальскими и испанскими купцами не было из-за принадлежности к католической вере и совместной борьбе против протестантских Голландии и Англии. Испанцы завезли в Японию табак и помидоры.
После объединения Японии и установления сёгуната Токугава японцы начали проводить самостоятельные внешнеторговые операции в Китае и Юго-Восточной Азии, не полагаясь на португальцев и испанцев. Помимо этого с 1609 года корабли протестантских Голландии и Англии начали прибывать в Японию, что поставило под угрозу португальско-испанскую монополию в регионе. Протестанты начали дипломатическую войну против католических миссионеров при сёгунском дворе, безосновательно обвиняя их в попытках захватить Японию, а также стали совершать пиратские нападения на купеческие суда оппонентов. Прибыли Португалии и Испании от торговли с Японией резко сократились, а торговцы из Макао и Манилы были вынуждены брать огромные займы у японских купцов для поддержания своего бизнеса.
В 1614 году японское правительство, подстрекаемое буддистскими силами внутри страны и протестантскими советниками извне, запретило проповедование и исповедание христианства в стране. Однако миссионеры из Европы продолжали проникать в Японию на кораблях Португалии и Испании, что пошатнуло доверие сёгуната Токугава к этим государствам.
В 1624 году японцы разорвали отношения с испанцами, а в 1634 году запретили португальцам торговать по всей Японии, за исключением Дэдзимы в Нагасаки. В течение 1633—1636 гг. сёгунат издал ряд изоляционистских законов, направленных на запрещение христианства и тотальный контроль над населением страны. Под предлогом христианского восстания в Симабаре в 1637 году японское правительство прекратило торговлю с Португалией и разорвало с ней дипломатические отношения. Через два года сёгунат запретил португальцам прибывать в Японию под страхом смертной казни. Торговля со всеми западными странами, за исключением Голландии, была прекращена.